# Ponte Latino
Il Ponte Latino (in lingua bosniaca: Latinska ćuprija, o Principov most - Ponte di Princip - com'è stato chiamato durante l'era jugoslava), è uno storico ponte ottomano che attraversa il fiume Miljacka, a Sarajevo, in Bosnia ed Erzegovina.
La parte settentrionale del ponte fu teatro dell'attentato del 1914, in cui il giovane studente Gavrilo Princip uccise l'erede al trono di Austria e Ungheria, l’arciduca Francesco Ferdinando d'Asburgo-Este. L'episodio costituì il casus belli della prima guerra mondiale.

## Storia
Il ponte ha quattro arcate e poggia su tre possenti pilastri. Costruito in pietra e gesso è visibile quasi da ogni parte della città. Essendo molto frequentato, due marciapiede laterali furono costruiti nel periodo dell'impero austro-ungarico.

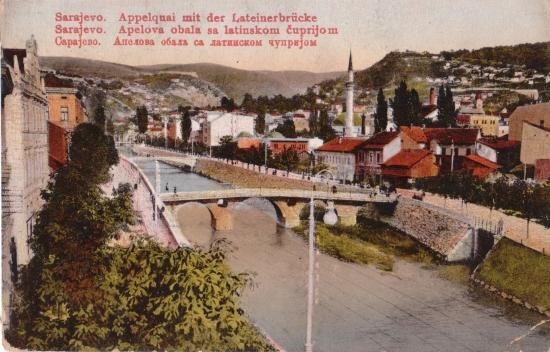
Il Ponte Latino nel 1913

Come è rilevabile dalle sue fondamenta, il ponte è il più antico della città. Se ne fa menzione nei documenti che accompagnano il censimento del sangiaccato di Bosnia del 1541 da cui si rileva che venne costruito per iniziativa di un pellettiere, tale Hussein, figlio di Sirmerd. Si ritiene che il ponte sia stato edificato inizialmente in legno e solo dopo - nel 1565 - riedificato in pietra grazie al finanziamento di un eminente cittadino, Ali-Aini Bey.
Il ponte andò poi distrutto il 15 novembre 1791 in una terribile alluvione e la sua ricostruzione - durata diversi anni - fu finanziata dal mercante Abdullah-aga Briga. Si presume che il suo completamento avvenne intorno alla fine del XVIII secolo.

### L'attentato di Sarajevo

La mappa del luogo in cui avvenne l'attentato

Il 28 giugno 1914 all'altezza del ponte, all'incrocio con una strada posta sulla riva destra del fiume Miljacka, il giovane Gavrilo Princip sparò all'erede al trono dell'impero austro-ungarico Francesco Ferdinando d'Asburgo-Este. L'attentato fu la scintilla che fece deflagrare la prima guerra mondiale.
Gavrilo Princip fece precisa menzione del ponte nella sua deposizione al processo che si tenne contro di lui il 12 ottobre successivo all'attentato, descrivendolo come il luogo in cui si era posizionato per osservare il passaggio dell'auto con l'arciduca Francesco Ferdinando.
Durante l'era dell'ex Jugoslavia il ponte è stato intitolato a Princip tornando però al nome originale di Ponte Latino dopo le guerre jugoslave.